# Johannes Brunner (Künstler)
Johannes Brunner (* 1963 in Pfullendorf) ist ein deutscher Künstler und Regisseur.

## Leben

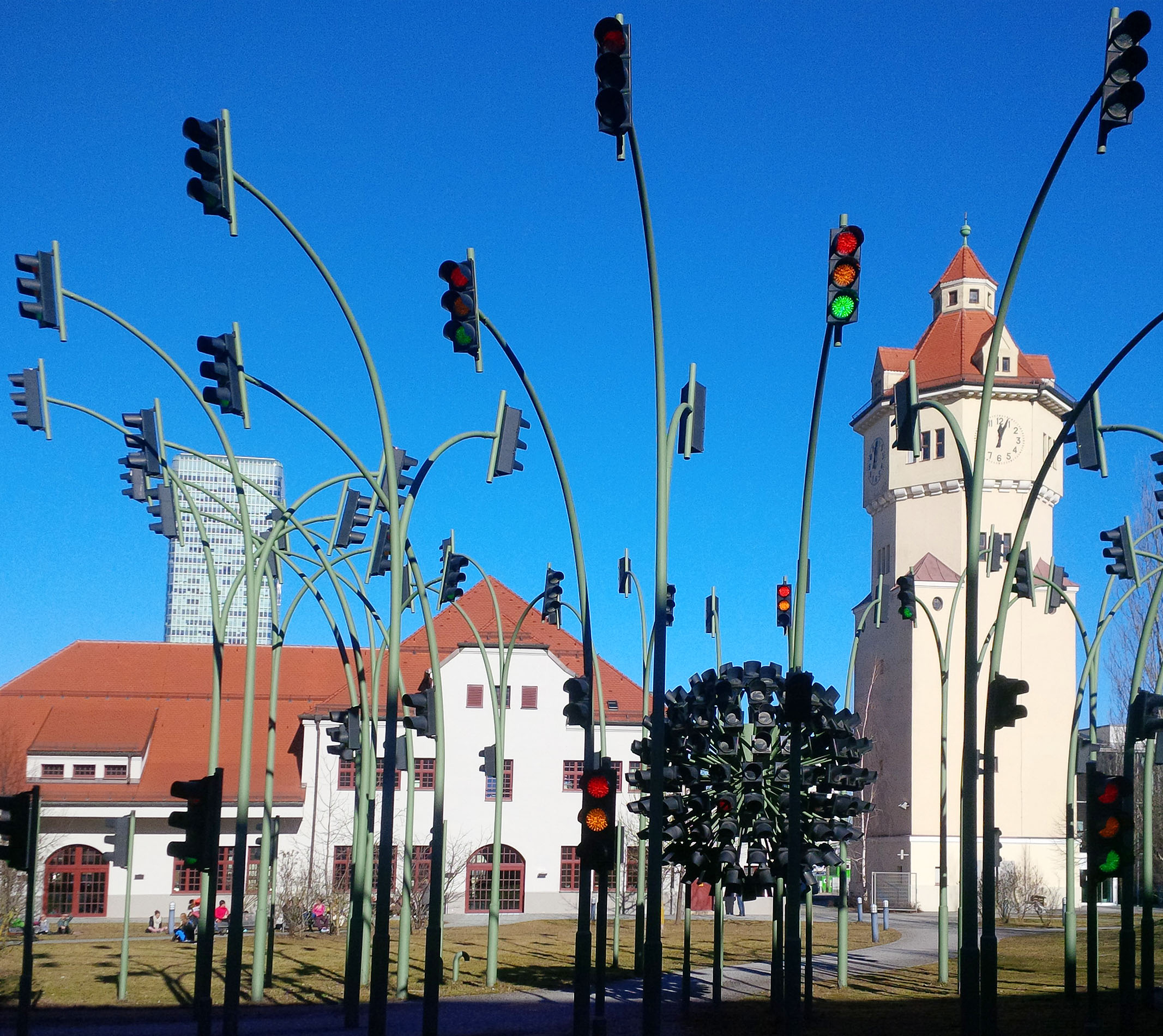
Traffic Light Flower von Brunner und Ritz

Brunner studierte zwischen 1985 und 1991 an der Akademie der Bildenden Künste München die Bildhauerei. Von 1991 bis 1994 war er Assistent für Bildhauerei in der Klasse Metzel. Lehrväter waren Professor Erich Koch und Professor Olaf Metzel. 1992 erhielt er den Debütantenpreis der Akademie der Bildenden Künste München. Zwischen 1994 und 1996 war Brunner Lehrbeauftragter für „Video und Skulptur“ an der Akademie der Bildenden Künste München. Von 1996 bis 1999 war er Dozent an der Hochschule für Fernsehen und Film München (HFF). Sein Lehrauftrag befasste sich mit „Ästhetischen Medientheorien“. In den Jahren 1999 und 2000 wirkte er als Medienkünstler an der Akademie der Bildenden Künste München, wobei er Mixedmedia und Videoprojekte mit Studenten aller Klassen betrieb. Zwischen 2000 und 2002 hatte Brunner eine Gastprofessur an der Akademie der Bildenden Künste München. Brunner ist Dekan des Fachbereiches Bildende Kunst und Professor für Bildhauerei an der Alanus Hochschule für Kunst und Gesellschaft.

## Werke

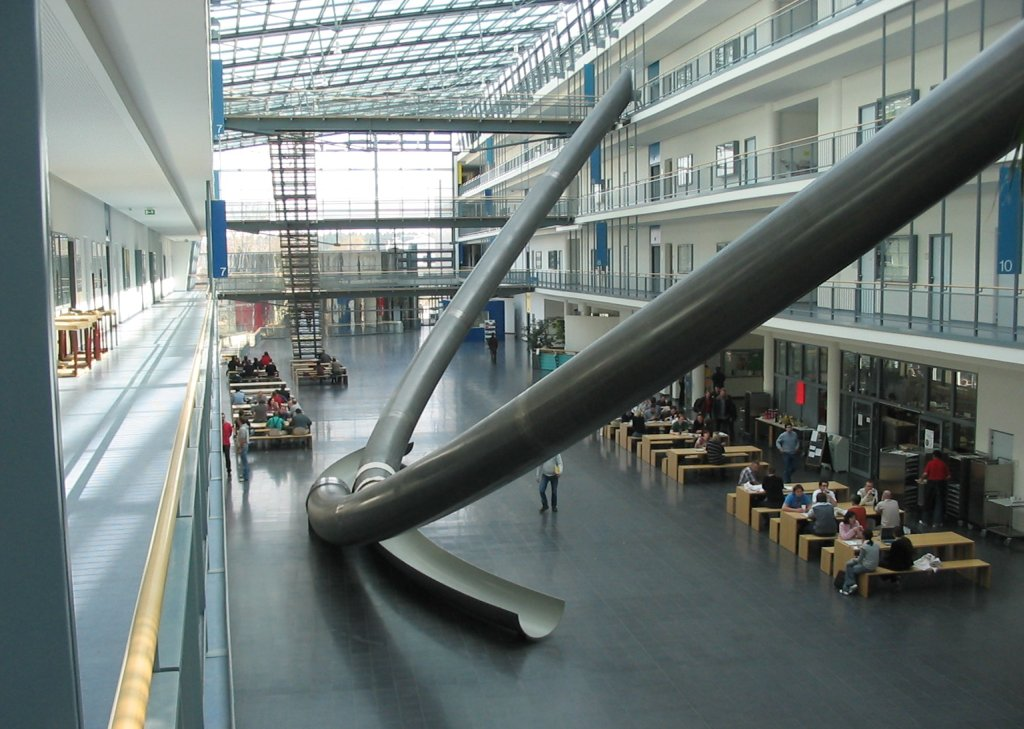
Parabel-Rutsche von Brunner und Ritz

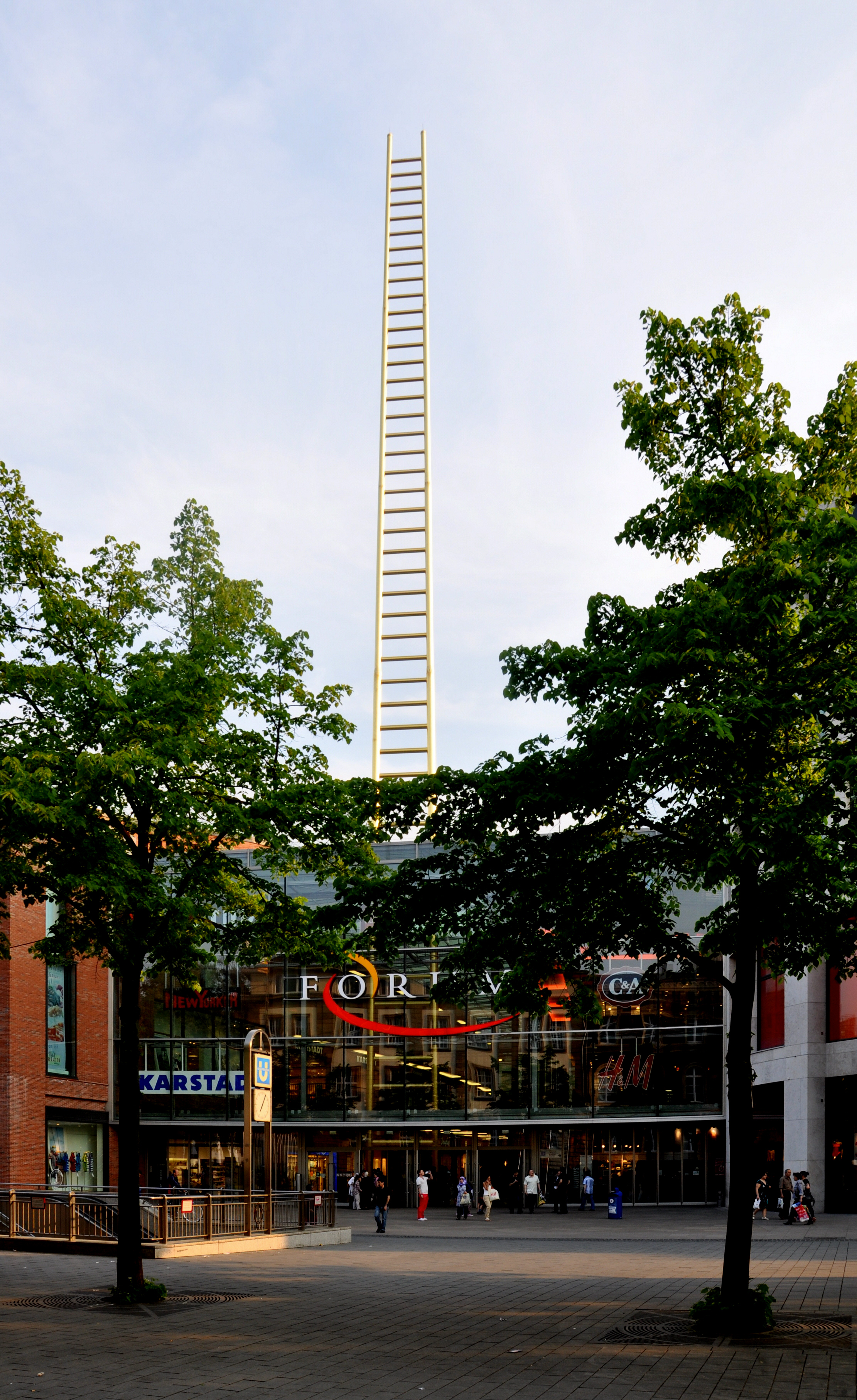
Goldene Leiter von Brunner und Ritz

Seit 1990 arbeitet Brunner mit dem ebenfalls in München lebenden Komponisten Raimund Ritz (* 1964 in Meckenbeuren) zusammen. Kennzeichnend für ihr gemeinsames Schaffen sind Cross-Over-Arbeiten aus den Bereichen Bildende Kunst, Musik, Film und Theater, sowie Kunst im öffentlichen Raum. Nach Traffic Light Flower (2001) an der Zentrale der Stadtwerke München und Parabel (2002) für die Fakultäten für Mathematik und Informatik der TU München, Garching, ist ihr jüngstes Schaffenswerk die Goldene Leiter (2008) im neuen Einzelhandelszentrum Forum in Duisburg. Die massive Stahlskulptur stellt eine überdimensionale Himmelsleiter mit pompösem Goldmantel dar. Sie überragt das Dach um 41 Meter.
2020 errichteten Brunner/Ritz im Auftrag der Stadt Ulm den Berblingerturm. Bis 2021 bestiegen ihn 200.000 Personen. Er ist mit 10° zur Donau geneigt, weil dort 1811 die Absprungstelle von Albrecht Berblinger war, um über die Donau zu fliegen. Dieser wird landläufig als Schneider von Ulm bezeichnet und war ein bedeutender Flugpionier des Gleitflugs. 2021 kaufte das Museum Ulm die Installation "Kunst turnen" von Brunner/Ritz an und zeigte bis Ende März 2022 eine Ausstellung mit gleichem Namen, in der zahlreiche Werke der beiden Künstler präsentiert wurden.
Brunner inszenierte als Regisseur seit den 90er Jahren zusammen mit Raimund Ritz mehrere preisgekrönte (Kurz-)Filme:
- 1993: 5 Stücke (Kurzfilm) – Internationaler Videokunstpreis
- 1996: Die gesteigerte Fahrt (Kurzfilm) – erhielt das Prädikat „besonders wertvoll“.
- 2005: Oktoberfest (Kinofilm) – mit Barbara Rudnik und Peter Lohmeyer versuchte sich Brunner erstmals als Drehbuchautor und Regisseur.